# Stade Geoffroy-Guichard
Stade Geoffroy-Guichard je stadion u Saint-Étienneu u Francuskoj. 
Stadion se prvenstveno koristi za nogometne utakmice i turnire kao što su Europsko prvenstvo 1984., Svjetskog prvenstvo 1998. i Kup konfederacija 2003. Također se koristio za ragbi tijekom Svjetskog kupa 2007. godine. Nadimci stadiona su "le Chaudron" (kotao) ili "l'enfer vert" (zeleni pakao), prema boji koju nosi lokalni nogometni klub Saint-Étienne. Stadion je 1985. godine mogao primiti više od 47.000 gledatelja. Prije renoviranja koje je počelo 2011. godine imao je kapacitet 35.616 mjesta, nakon završetka radova stadion ima 42.000 sjedećih mjesta.
Stadion je otvoren 13. rujna 1931. godine, a nogometni klub AS Saint-Étienne prvu utakmicu je odigrao 17. rujna protiv FAC Nice. Stadion je dobio ime po Geoffroyu Guichardu, osnivač maloprodajne grupe Casino.

## Nogometna natjecanja

### Europsko prvenstvo 1984.
| Datum      | Reprezentacija | Rez. | Reprezentacija | Krug    |
| ---------- | -------------- | ---- | -------------- | ------- |
| 14. lipnja | Rumunjska      | 1-1  | Španjolska     | Grupa B |
| 19. lipnja | Francuska      | 3-2  | Jugoslavija    | Grupa A |

### Svjetsko prvenstvo 1998.
| Datum      | Reprezentacija | Rez.      | Reprezentacija | Krug          |
| ---------- | -------------- | --------- | -------------- | ------------- |
| 14. lipnja | Jugoslavija    | 1-0       | Iran           | Grupa F       |
| 17. lipnja | Čile           | 1-1       | Austrija       | Grupa B       |
| 19. lipnja | Španjolska     | 0-0       | Paragvaj       | Grupa D       |
| 23. lipnja | Škotska        | 0-3       | Maroko         | Grupa A       |
| 25. lipnja | Nizozemska     | 2-2       | Meksiko        | Grupa E       |
| 30. lipnja | Argentina      | 2-2 (4-3) | Engleska       | Osmina finala |

### Europsko prvenstvo 2016.
| Datum      | Reprezentacija         | Rez. | Reprezentacija         | Krug          |
| ---------- | ---------------------- | ---- | ---------------------- | ------------- |
| 14. lipnja | Portugal               | 1-1  | Island                 | Grupa F       |
| 17. lipnja | Češka                  | 2-2  | Hrvatska               | Grupa D       |
| 20. lipnja | Slovačka               | -    | Engleska               | Grupa B       |
| 25. lipnja | Drugoplasirani grupe A | -    | Drugoplasirani grupe C | Osmina finala |

## Vanjske poveznice
- Službena stranica